# L'Enfant de la forêt
Pour l’article homonyme, voir L'Enfant de la forêt (film, 1935).
Pour plus de détails, voir Fiche technique et Distribution.
L'Enfant de la forêt (M'Liss) est un western muet américain réalisé par Marshall Neilan, sorti en 1918.

## Synopsis
Melissa, alias M'Liss, vit avec son père "Bummer" Smith à Red Gulch (Californie) pendant la ruée vers l'or de 1849. Sauvage, indisciplinée, mais aussi charmante, M'Liss décide d'acquérir des manières et de l'éducation lorsque Charles Gray, un jeune instituteur, arrive en ville.

Bummer devrait hériter une fortune de son frère Jonathan, mais les anciens employés de celui-ci, Jim Peterson et Clara Parker, engagent le hors-la-loi Mexican Joe pour l'assassiner. Après sa mort, Clara arrive en ville, prétendant être la veuve de Bummer et de ce fait son héritière. Pendant de temps, Charles est arrêté et condamné pour ce crime. Peterson incite la population à lyncher Charles, mais ce dernier arrive à s'échapper à l'aide de M'Liss et d'un de ses amis, Yuba Bill. Finalement, Peterson est obligé d'avouer sa culpabilité et M'Liss retrouve son héritage et l'amour de l'instituteur.

## Fiche technique
- Titre : L'Enfant de la forêt
- Titre original : M'Liss
- Réalisation : Marshall Neilan
- Assistant réalisateur : Alfred E. Green
- Scénario : Frances Marion d'après le roman "M’liss: An Idyll of Red Mountain" de Bret Harte
- Direction artistique : Wilfred Buckland
- Photographie : Walter Stradling
- Production : Mary Pickford
- Société de production : Mary Pickford Film Corporation
- Société de distribution : Famous Players-Lasky Corporation
- Pays d'origine :  États-Unis
- Langue originale : anglais
- Format : noir et blanc — 35 mm — 1,37:1 — Muet
- Genre : Western
- Durée : 73 min
- Date de sortie :
  - États-Unis : 13 mai 1918
- Licence : domaine public

## Distribution
- Mary Pickford : Melissa 'M'liss' Smith
- Theodore Roberts : John Benson 'Bummer' Smith
- Thomas Meighan : Charles Gray
- Tully Marshall : Juge Joshua McSnagley
- Charles Ogle : Yuba Bill
- Monte Blue : Joe Dominguez
- Winifred Greenwood : Clara Peterson
- Helen Kelly : Clytemnestra Veronica McSnagley
- Val Paul : Jim Peterson
- William H. Brown : Shérif Sandy Waddles
- John Burton : Parson Bean
- Charles A. Post : Butch Saunders
- Guy Oliver : "Snakebite" Saunders

## Autour du film
- Ce film est un remake de M'Liss (1915), un film de O.A.C. Lund avec Barbara Tennant, Howard Estabrook
- Ce film a fait l'objet d'un remake en 1922 : The Girl Who Ran Wild de Rupert Julian avec Gladys Walton, Marc Robbins, Vernon Steele